# Dusona reticulata
Dusona reticulata är en stekelart som först beskrevs av Morley 1913.  Dusona reticulata ingår i släktet Dusona och familjen brokparasitsteklar. Inga underarter finns listade i Catalogue of Life.